# Ноктилука
Ноктилука (на латински: Noctiluca scintillans) е род едноклетъчни морски еукариотни организми, принадлежащи към семейство Dinoflagellata (динофлагелати). Родът е съставен от един вид, N. scintillans, наричан „морска искра“, защото е биолуминесцентна.
Ноктилука са микроскопични организми с хетеротрофно хранене, тоест те трябва да си набавят храна от други организми. Те имат дълго пипало, в основата на което има малък шип. Сравнително често срещани в крайбрежните райони в различни части на света.

## Характеристики
Имат голямо пипало, в основата на което е къс и рудиментарен шип. Те имат кълбовидна или сферична форма, добре дефинирано централно ядро и няколко хранителни вакуоли.
Не фотосинтезират, така че нямат хлоропласти. Големината е между 200 и 2000 микрометра в диаметър. Те имат специална молекула, наречена луциферин, която в присъствието на кислород и катализирана от ензима луцифераза, предизвиква явление, наречено биолуминесценция.
Учените са отделили две групи във вида, които не са таксономично валидни, но имат специфични характеристики:

## Червена ноктилука
Популацията ѝ е строго хетеротрофна и е основна част от фитофазите, които се хранят с морски фитопланктон в регионите, в които живее, вариращи от умерени до субтропични региони.

## Зелена ноктилука
Популацията й има фотосинтетичен симбионт (Pedinomonas noctilucae), който осигурява храна по определен начин по автотрофен начин. Те обаче са и хетеротрофи, които се хранят с други микроорганизми, когато е необходимо.

## Таксономия
Ноктилука е от семейство Dinophyceae. Това е моноспецифичен род, тоест съдържа само един вид.
Поради широкото му разпространение, екологичното и физиологичното му поведение няколко изследователи дори публикуват, че в рода има повече от един вид Ноктилука; но въпреки това, всички тези видове се считат за синоними на Noctiluca scintillans.
Те са строго морски организми, живеят в соленоводни басейни и имат широко разпространение в световен мащаб. Те са наблюдавани от северната част на Бразилия до Флорида (САЩ), в Тихия океан, крайбрежията на Африка, Северна Европа, част от Индийския океан и край Австралия, наред с други места. Това широко разпространение показва че популациите му имат широк диапазон на толерантност към множество физични, химични и биологични фактори. Например, те живеят в райони с температури от приблизително 10 до 30 °C, понасят високи солености, но не живеят в устията на реки.
Червените ноктилуки живеят в среда с температури между 10 и 25 °C, докато зелените предпочитат по-топли местообитания, между 25 и 30 °C.

## Хранене
Ноктилука са хетеротрофни организми, които поглъщат плячката си чрез фагоцитоза. Установено е, че имат хранителни предпочитания към диатомите от рода Таласиосира.
Друга форма на хранене на ноктилука е автотрофното. Установено е, че зелената Ноктилука абсорбира вид примитивни микроводорасли (Pedinomonas noctilucae), който след това го обитава като симбиот.
Фотосинтетичната активност на микроводораслите осигурява храна за ноктилуките.

## Размножаване
Ноктилука имат два вида размножаване, полово и безполово.

### Безполово
Безполовият тип размножаване не включва намеса на женски и мъжки гамети, а други механизми като напъпване, фрагментация или делене. Безполовото размножаване е чрез делене.
По време на процеса на делене, прогениторната клетка дублира своя генетичен материал (ДНК) и след това поражда чрез цитокинеза до две (бинарно делене) или повече (многократно делене) дъщерни клетки. При Ноктилука се срещат както бинарно, така и многократно делене.

### Полово
Този тип размножаване включва наличието на женски и мъжки гамети за производството на потомство. Сексуално размножаване при Ноктилука представлява 12-стъпкова гаметогенеза.
По време на сексуалното размножаване част от популацията спонтанно се превръща в гаметогенни клетки. Тези клетки разделят ядрата си два пъти без никакво разделяне на цитоплазмата; ядреният продукт от това разделение се наричат прогамети.
Програметите мигрират към клетъчните полета с част от цитоплазмата и след като се разделят синхронно 6 до 8 пъти. Когато това разделение достигне между 200 до повече от 1000 прогамети, те се освобождават от майчината клетка като бифлагелатни зооспори.
В резултат на присъствието на безполово (бинарно и многократно делене) и сексуално размножаване (гаметогенеза), ноктилуките могат да се колонизират, адаптират и оцеляват в динамична или променлива среда, като са силно конкурентни на други планктонни организми.